# Сидоренко, Игорь Александрович (актёр)
И́горь Алекса́ндрович Сидоре́нко (31 января 1961, Клин) — российский актёр, заслуженный артист Российской Федерации, директор Государственного автономного учреждения культуры «Концертно-зрелищный центр».

## Биография
Родился в 1961 году в городе Клин Московской области.
Образование: Ярославский государственный театральный институт (1984, курс В. А. Воронцова),
Государственный институт театрального искусства (2001, курс Б. Г. Голубовского, А. А. Гончарова), Государственная академия промышленного менеджмента им. Н.П. Пастухова (2018).
В 1985−1990 годах артист Брянского областного театра драмы имени А. К. Толстого. В 1990—1993 годах — Тверского государственного областного театра для детей и молодёжи. С 1993 года — Российского государственного академического театра драмы имени Федора Волкова.
В 2006 году присвоено звание «Заслуженный артист Российской Федерации».
С 2013 года по наст вр. - директор Государственного автономного учреждения культуры Ярославской области «Концертно-зрелищный центр» (Миллениум).

## Роли

### Кино
- 2005 — Доктор Живаго — эпизод
- 2012 — Легавый — Малёнкин («Малёк»), уголовник
- 2012 - Иван и Толян - «Хохол», сотрудник РОВД
- 2012 - Жизнь и судьба - Сазонов

### Брянский областной театр драмы имени А. К. Толстого
- Бэнтли — «Женское постоянство» С. Моэма
- Смирнов — «Медведь» А. Чехова
- Корова, Папа, Галчонок — «Дядя Фёдор, пёс и кот» Э. Успенского
- Доцент — «Свалка» А. Дударева
- Анри — «Семейный уикенд» Ж. Пуарэ
- Граф Даун — «Царевич Алексей» Д. Мережковского
- Человек от театра — «Месье Верду» Ч. Чаплина

### Тверской государственный областной театр для детей и молодёжи
- Волк — «Красная Шапочка» Е. Шварца
- Удав Ка — «Маугли» Р. Киплинга
- Друг — «Замок ужасов» А. Хичкока
- Гриша — «Бедность не порок» А. Островского

### Российский академический театр драмы им. Ф. Волкова
- «Кошка, которая гуляла сама по себе» Р. Киплинга — Тигр
- «Сказка о храбром солдате, девице Алёнушке и лютом разбойнике Змее Горыныче» В. Лифшица, И. Кичановой — Жёлтая голова
- «Корсиканка» И. Губача — Повар
- «Испанский священник» Д. Флетчера — Арсенио
- «Лгунья» М. Мэйо, Э. Эннекена — Джимми Скотт
- «Платонов» А. П. Чехова — Глагольев II
- «Гамлет» Шекспира — Гильденстерн
- «Честный авантюрист» Карло Гольдони — Петронио
- «На всякого мудреца довольно простоты» А. Н. Островского — Курчаев, Городулин
- «Безобразная Эльза» Э. Рислакки — Расинен
- «Перед заходом солнца» Г. Гауптмана — Кламрот
- «Приключения Незнайки и его друзей» Н. Н. Носова — Пончик, Гусля
- «Ревизор» Н. В. Гоголя — Бобчинский
- «Великолепный рогоносец» Ф. Кроммелинка — Граф
- «Король Лир» Шекспира — Герцог Бургундский
- «Игрок» Ф. М. Достоевского — Маркиз, Мистер Астлей
- «Рождественские грёзы» Н. М. Птушкиной — Игорь
- «Фермоза» Л. Фейхтвангера — Гутьере де Кастро
- «Къоджинские перепалки» Карло Гольдони — Исидоро
- «Волки и овцы» А. Н. Островского — Беркутов
- «Бешеные деньги» А. Н. Островского — Телятев
- «Чайка» А. П. Чехова — Тригорин
- «Утиная охота» А. В. Вампилова — Саяпин
- «Ханума» А. А. Цагарели — Котрянц
- Кригс — «Тётка Чарлея» Б. Томаса
- Смирнов — «Две смешные истории о любви» А. Чехова
- Валера — «С любимыми не расставайтесь» А. Володина
- Торопец, художник — «Екатерина Ивановна» Л. Андреева
- Федотик — «Три сестры» А. Чехова